# Alcoota

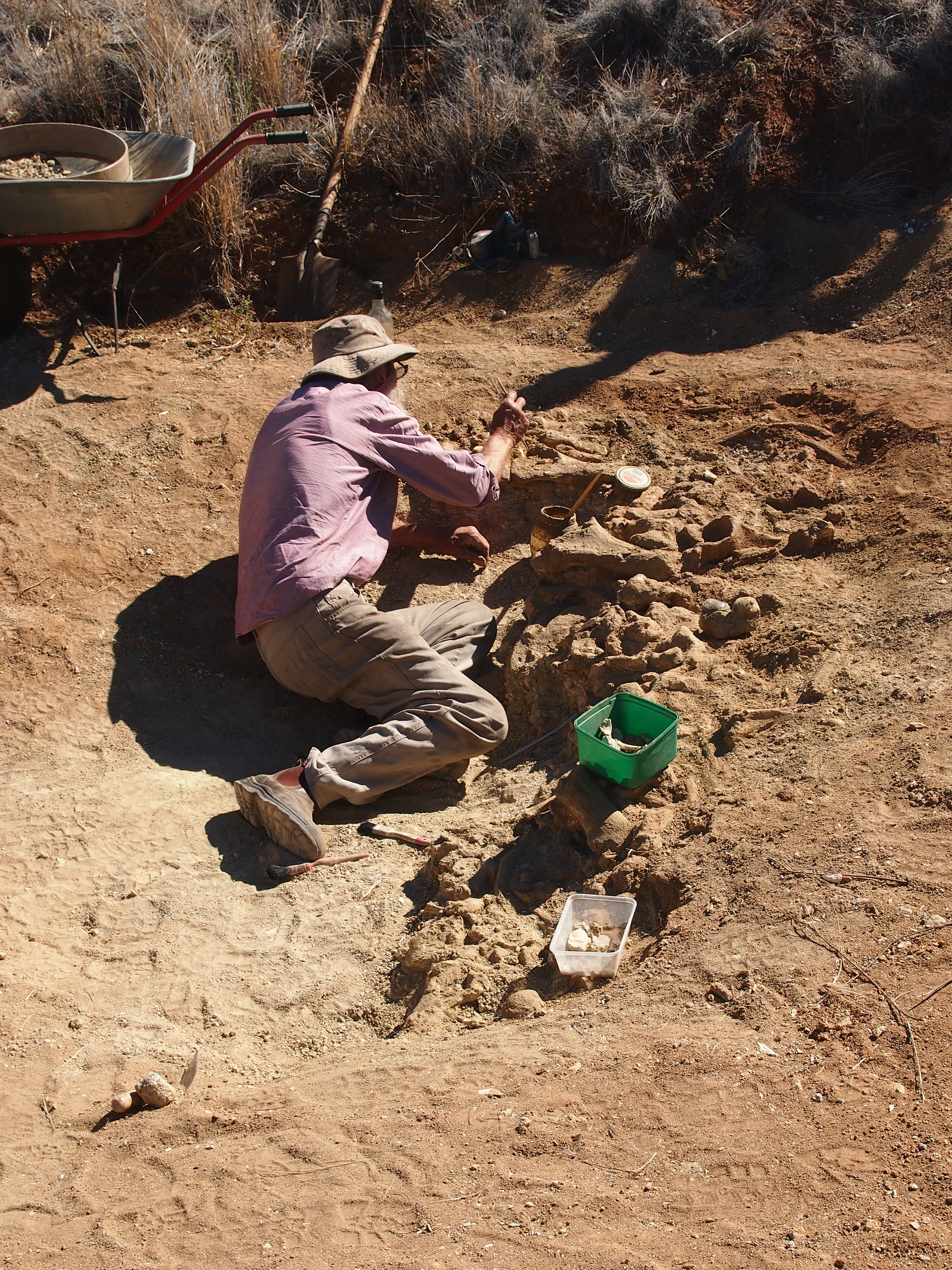
Fosa de Latz, yacimiento de fósiles de Alcoota, NT.

Los Yacimientos Fósiles de Alcoota forman un importante yacimiento paleontológico localizado en la Estación Alcoota en el centro de Australia, 200 kilómetros al noroeste de Alice Springs.

## Historia
Los Yacimientos Fósiles de Alcoota son uno de los únicos tres yacimientos conocidos de vertebrados fósiles en la zona norte, junto con Bullock Creek y el yacimiento de Kangaroo Wells.

## Fósiles encontrados
El depósito fósil consiste en una compleja colección de aves, marsupiales y cocodrilos. 